# Coupe d'Europe FIBA 2015-2016
Navigation
2016-2017

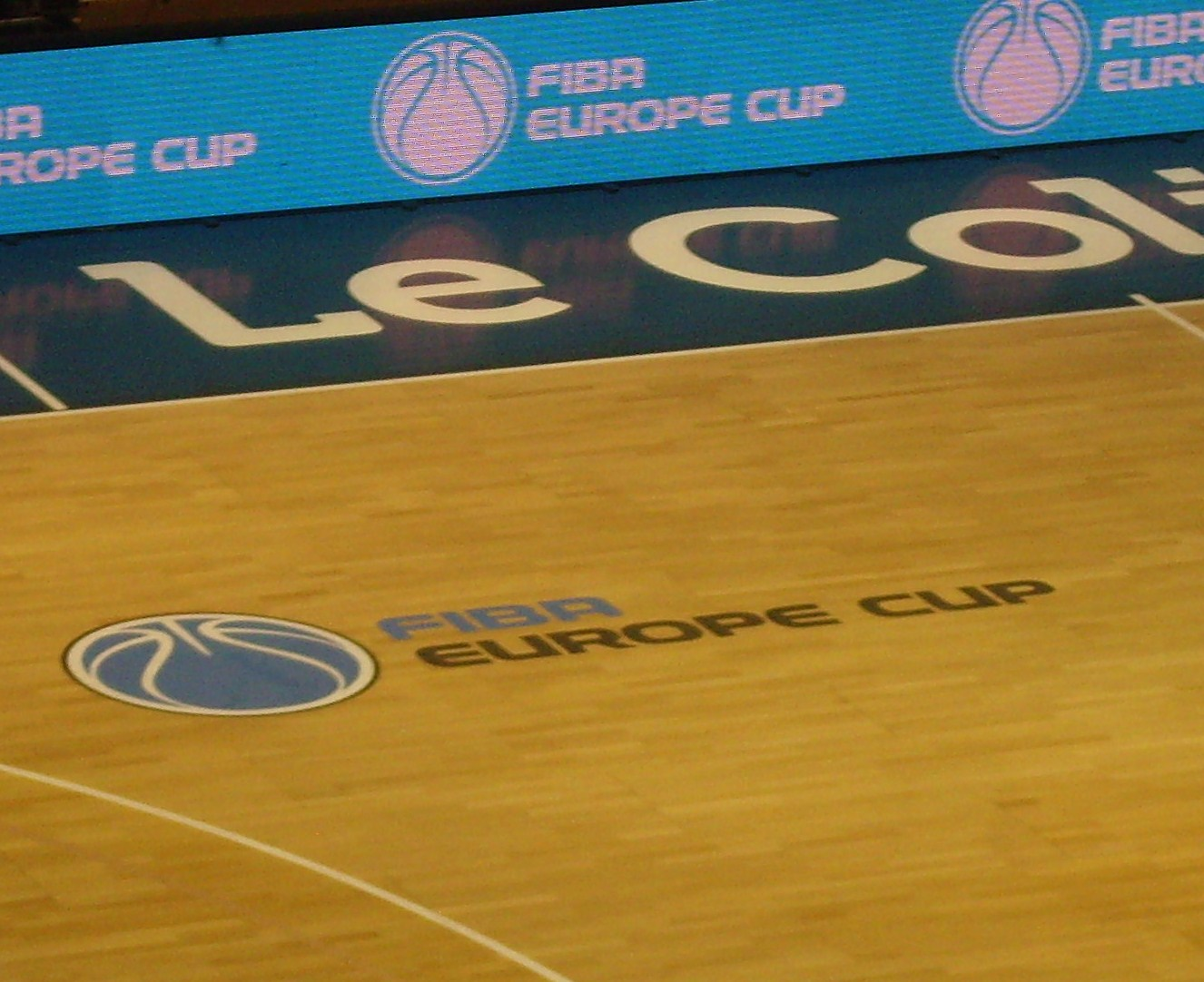
Sigle Fiba Europe Cup sur le parquet du colisée lors du match de FIBA Europe Cup 2015-2016 entre l'Élan Chalon et Den Bosch

La Coupe d'Europe de basket-ball 2015-2016 est la 1re édition de la Coupe d'Europe FIBA, troisième compétition européenne de clubs dans la hiérarchie du basket-ball européen, qui remplace l'EuroChallenge. L'organisation du final four est attribuée au club de l'Élan sportif chalonnais et se déroule donc en France, à Chalon-sur-Saône.

## Équipes participantes
Cinquante-six équipes participent à l'édition 2015-2016 de la Coupe d'Europe FIBA. Les cinquante-six équipes sont réparties dans quatorze groupes de quatre équipes. Les deux premières équipes de chaque groupe et les quatre meilleures troisièmes participent au tour suivant.
| Belgique (Ethias)             | 3 | BC Telenet Oostende (1)          | Belfius Mons-Hainaut (2)              | Port of Antwerp Giants (6)   |
| France (LNB)                  | 3 | ASVEL Lyon-Villeurbanne (6)      | STB Le Havre (7)                      | Élan sportif chalonnais (8)  |
| Hongrie (MKNB)                | 2 | Sopron KC (4)                    | Falco-Trend Optika KC Szombathely (6) | BC Körmend (10)              |
| Pays-Bas (FEB Eredivisie)     | 1 | SPM Shoeters (1)                 | Donar Groningen (2)                   | Zorg en Zekerheid Leiden (3) |
| Autriche (ÖBB)                | 1 | UBC magnofit Güssing Knights (1) | Superfund Bulls Kapfenberg (3)        |                              |
| Italie (LegA)                 | 2 | Pallacanestro Cantù (7)          | Pallacanestro Varese (11)             |                              |
| Portugal (LPB)                | 1 | Benfica Lisbonne (1)             | FC Porto (1 (Proliga))^b              |                              |
| Suède (Basketligan)           | 2 | Södertälje Kings (1)             | Borås Basket (3)                      |                              |
| Allemagne (BBL)               | 2 | Francfort Skyliners (6)          |                                       |                              |
| Croatie (A-1 Liga)            | 2 | KK Cibona (2)                    |                                       |                              |
| Danemark (Basketligaen)       | 1 | Bakken Bears (2)                 |                                       |                              |
| Irlande (Superleague)         | 1 | Hibernia Basketball ^c           |                                       |                              |
| République tchèque (NBL)      | 1 | ČEZ Basketball Nymburk (1)       |                                       |                              |
| Conférence 2                  |   |                                  |                                       |                              |
| Lituanie (KBL)                | 1 | Utenos Juventus (3)              | BC Pieno žvaigždės (5)                | KK Šiauliai (7)              |
| Pologne (PLK)                 | 1 | Turów Zgorzelec (3)              | Rosa Radom (4)                        | Śląsk Wrocław (6)            |
| Bulgarie (NBL)                | 1 | Academic Sofia (1)               | Rilski Sportist Samokov (4)           |                              |
| Chypre (Division 1)           | 1 | AEK Larnaca (1)                  | ETHA Éngomis (4)                      |                              |
| Estonie (EMKL)                | 1 | Tartu Ülikool/Rock (1)           | BC Kalev (2)                          |                              |
| Finlande (Korisliiga)         | 2 | Joensuun Kataja (1)              | KTP Basket (3)                        |                              |
| Turquie (TBL)                 | 3 | Türk Telekomspor (7)             | Royal Halı Gaziantep (7)              |                              |
| Slovaquie (Extraliga)         | 3 | MBK Rieker Komárno (1)           | BK AŠK Inter Bratislava (3)           |                              |
| Roumanie (Divizia A)          | 3 | CS Energia Rovinari (3)          |                                       |                              |
| Slovénie (1. A SKL)           | 1 | KK Domžale (1)                   |                                       |                              |
| Biélorussie (BPL)             | 1 | BC Tsmoki-Minsk (1)              |                                       |                              |
| Israël (Ligat Loto)           | 1 | Maccabi Rishon LeZion (4)        |                                       |                              |
| Kazakhstan (SKL)              | 1 | BC Astana (1)                    |                                       |                              |
| Kosovo (ETC Superliga)        | 1 | Sigal Prishtina (1)              |                                       |                              |
| Lettonie (LBL)                | 1 | BK Ventspils (2)                 |                                       |                              |
| Macédoine (First League)      | 1 | KK Kumanovo (2)                  |                                       |                              |
| Russie (VTB League)           | 2 | Ienisseï Krasnoïarsk (11)        |                                       |                              |
| Ukraine (Ukrajina Super-Liha) | 2 | Khimik Youjne (1)                |                                       |                              |

Légende :
- Vainqueur
- Finaliste
- 3e place
- 4e place
- Éliminé en quart de finale
- Éliminé en huitième de finale
- Éliminé lors du Last 32
- Éliminé lors de la phase régulière

Notes :
- ^b : Porto jouait la saison passée dans la deuxième division portugaise, la Proliga.
- ^c : Hibernia est une équipe créée pour la compétition, composée de joueurs de différentes équipes du championnat irlandais.

## Déroulement de la compétition
Le 4 août 2015, le nom des équipes par pot a été annoncé à Munich, en Allemagne.

### Chapeaux
Conférence 1
| Pots pour tirage au sort des groupes de la saison régulière                                                                                  | Pots pour tirage au sort des groupes de la saison régulière                                                            | Pots pour tirage au sort des groupes de la saison régulière                                                            | Pots pour tirage au sort des groupes de la saison régulière                                                                      |
| Pot 1 | Pot 2 | Pot 3 | Pot 4 |
| --- | --- | --- | --- |
| BC Telenet Oostende KK Cibona ČEZ Basketball Nymburk ASVEL Lyon-Villeurbanne Élan sportif chalonnais Francfort Skyliners Pallacanestro Cantù | Belfius Mons-Hainaut Port of Antwerp Giants Bakken Bears STB Le Havre SPM Shoeters KK Krka Novo Mesto Södertälje Kings | UBC Güssing Knights Pallacanestro Varese Donar Groningen Zorg en Zekerheid Leiden Benfica Lisbonne Borås Basket Tajfun | Superfund Bulls Kapfenberg Sopron KC Falco-Trend Optika KC Szombathely BC Körmend Hibernia Basketball FC Porto KK Zlatorog Laško |

Conférence 2
| Pots pour tirage au sort des groupes de la saison régulière                                                           | Pots pour tirage au sort des groupes de la saison régulière                                      | Pots pour tirage au sort des groupes de la saison régulière                                         | Pots pour tirage au sort des groupes de la saison régulière                                                                     |
| Pot 1 | Pot 2                                                                                            | Pot 3                                                                                               | Pot 4 |
| --- | ------------------------------------------------------------------------------------------------ | --------------------------------------------------------------------------------------------------- | --- |
| BC Tsmoki-Minsk Tartu Ülikool/Rock BC Kalev Turów Zgorzelec CS Energia Rovinari Türk Telekomspor Royal Halı Gaziantep | Joensuun Kataja KTP Basket BC Astana BK Ventspils KK Šiauliai Ienisseï Krasnoïarsk Khimik Youjne | Academic Sofia Rilski Sportist Samokov AEK Larnaca ETHA Éngomis Rosa Radom Śląsk Wrocław KK Domžale | Maccabi Rishon LeZion Sigal Prishtina Utenos Juventus BC Pieno žvaigždės KK Kumanovo MBK Rieker Komárno BK AŠK Inter Bratislava |

## Phase régulière
La saison régulière se déroule du 21 octobre au 2 décembre 2015. 

### Groupe A
| Rang | Équipe                  | Pts | J | G | P | Pp  | Pc  | Diff |  | Résultats (dom.\ext.)   |       |       |       |        |
| ---- | ----------------------- | --- | - | - | - | --- | --- | ---- |  | ----------------------- | ----- | ----- | ----- | ------ |
| 1    | ASVEL Lyon-Villeurbanne | 11  | 6 | 5 | 1 | 514 | 416 | 98   |  | ASVEL Lyon-Villeurbanne |       | 87-66 | 81-45 | 83-64  |
| 2    | Belfius Mons-Hainaut    | 9   | 6 | 3 | 3 | 489 | 468 | 21   |  | Belfius Mons-Hainaut    | 89-81 |       | 90-76 | 103-70 |
| 3    | Donar Groningen         | 8   | 6 | 2 | 4 | 414 | 477 | -63  |  | Donar Groningen         | 66-85 | 77-75 |       | 78-71  |
| 4    | BC Körmend              | 8   | 6 | 2 | 4 | 443 | 499 | -56  |  | BC Körmend              | 86-97 | 77-66 | 75-72 |        |

- Qualification pour le Last 32
- Éliminé

### Groupe B
| Rang | Équipe                 | Pts | J | G | P | Pp  | Pc  | Diff |  | Résultats (dom.\ext.)  |       |       |       |       |
| ---- | ---------------------- | --- | - | - | - | --- | --- | ---- |  | ---------------------- | ----- | ----- | ----- | ----- |
| 1    | Port of Antwerp Giants | 12  | 6 | 6 | 0 | 499 | 428 | 71   |  | KK Cibona              |       | 78-92 | 74-66 | 77-63 |
| 2    | KK Cibona              | 9   | 6 | 3 | 3 | 453 | 473 | -20  |  | Port of Antwerp Giants | 82-69 |       | 84-76 | 81-73 |
| 3    | Benfica Lisbonne       | 8   | 6 | 2 | 4 | 467 | 447 | 20   |  | Benfica Lisbonne       | 79-83 | 77-79 |       | 91-62 |
| 4    | Sopron KC              | 7   | 6 | 1 | 5 | 409 | 480 | -71  |  | Sopron KC              | 91-72 | 55-81 | 65-78 |       |

- Qualification pour le Last 32
- Éliminé

### Groupe C
| Rang | Équipe               | Pts | J | G | P | Pp  | Pc  | Diff |  | Résultats (dom.\ext.) |       |       |       |       |
| ---- | -------------------- | --- | - | - | - | --- | --- | ---- |  | --------------------- | ----- | ----- | ----- | ----- |
| 1    | BC Telenet Oostende  | 10  | 6 | 4 | 2 | 473 | 438 | 35   |  | BC Telenet Oostende   |       | 80-77 | 79-85 | 91-62 |
| 2    | Pallacanestro Varese | 9   | 6 | 3 | 3 | 493 | 459 | 34   |  | Södertälje Kings      | 71-54 |       | 90-86 | 54-62 |
| 3    | Södertälje Kings     | 9   | 6 | 3 | 3 | 438 | 439 | -1   |  | Pallacanestro Varese  | 79-83 | 76-61 |       | 94-71 |
| 4    | Falco Szombathely    | 8   | 6 | 2 | 4 | 415 | 483 | -68  |  | Falco Szombathely     | 64-86 | 81-85 | 75-73 |       |

- Qualification pour le Last 32
- Éliminé

### Groupe D

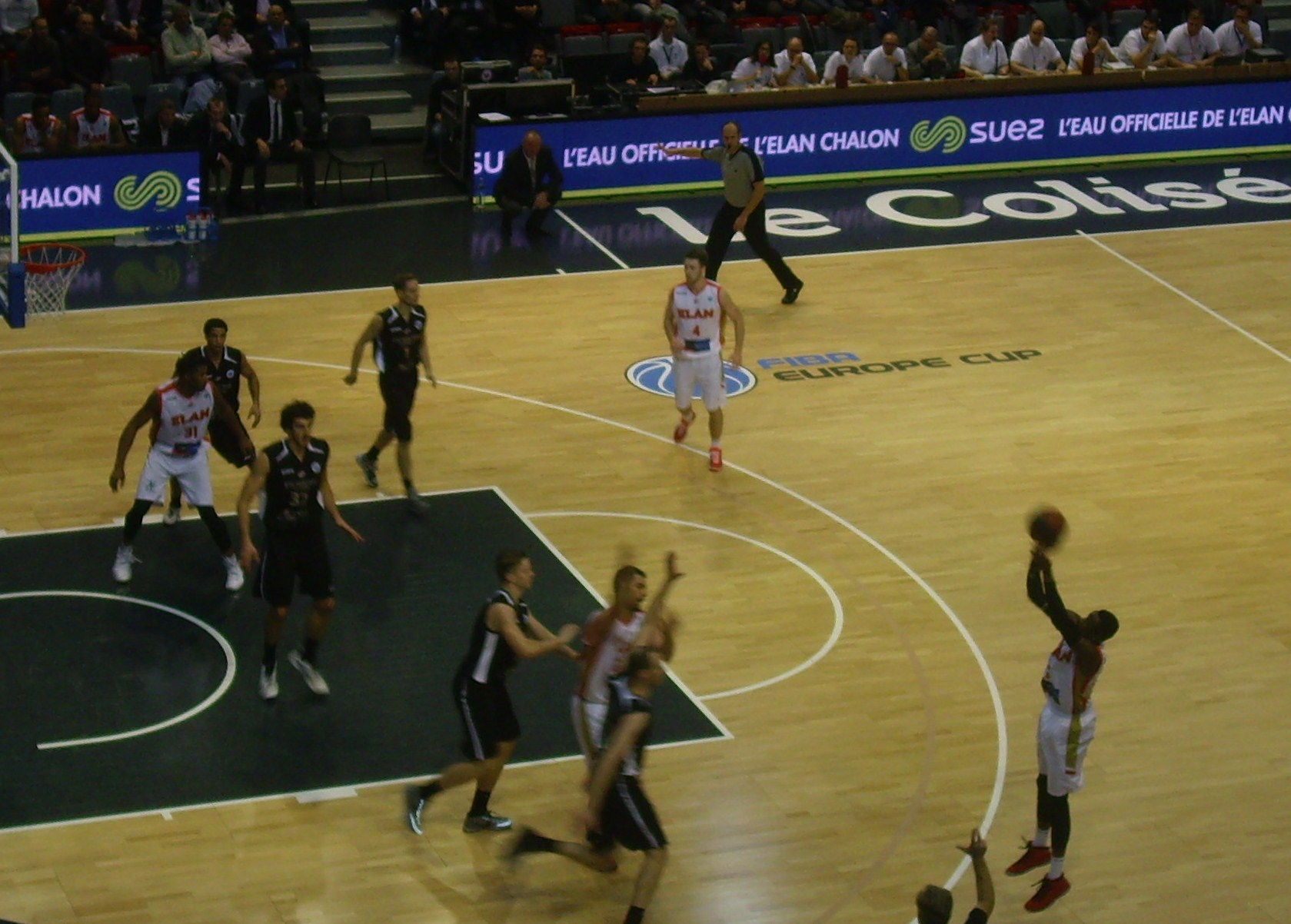
Match de FIBA Europe Cup 2015-2016 entre l'Élan Chalon et Den Bosch

| Rang | Équipe                  | Pts | J | G | P | Pp  | Pc  | Diff |  | Résultats (dom.\ext.)   |       |       |       |       |
| ---- | ----------------------- | --- | - | - | - | --- | --- | ---- |  | ----------------------- | ----- | ----- | ----- | ----- |
| 1    | Élan sportif chalonnais | 11  | 6 | 5 | 1 | 530 | 438 | 92   |  | Élan sportif chalonnais |       | 72-66 | 88-83 | 86-53 |
| 2    | UBC Güssing Knights     | 9   | 6 | 3 | 3 | 470 | 478 | -8   |  | SPM Shoeters            | 73-98 |       | 66-72 | 81-73 |
| 3    | SPM Shoeters            | 8   | 6 | 2 | 4 | 421 | 449 | -28  |  | UBC Güssing Knights     | 75-99 | 69-74 |       | 73-71 |
| 4    | KK Zlatorog Laško       | 8   | 6 | 2 | 4 | 430 | 486 | -56  |  | KK Zlatorog Laško       | 88-87 | 65-61 | 80-98 |       |

- Qualification pour le Last 32
- Éliminé

### Groupe E
| Rang | Équipe                     | Pts | J | G | P | Pp  | Pc  | Diff |  | Résultats (dom.\ext.)      |        |       |       |       |
| ---- | -------------------------- | --- | - | - | - | --- | --- | ---- |  | -------------------------- | ------ | ----- | ----- | ----- |
| 1    | STB Le Havre               | 10  | 6 | 4 | 2 | 455 | 431 | 24   |  | Pallacanestro Cantù        |        | 73-64 | 94-72 | 85-70 |
| 2    | Pallacanestro Cantù        | 9   | 6 | 3 | 3 | 502 | 484 | 18   |  | STB Le Havre               | 82-78  |       | 87-76 | 70-57 |
| 3    | Borås Basket               | 9   | 6 | 3 | 3 | 492 | 504 | -12  |  | Borås Basket               | 101-81 | 74-80 |       | 84-82 |
| 4    | Superfund Bulls Kapfenberg | 8   | 6 | 2 | 4 | 457 | 487 | -30  |  | Superfund Bulls Kapfenberg | 95-91  | 73-72 | 80-85 |       |

- Qualification pour le Last 32
- Éliminé

### Groupe F
| Rang | Équipe                 | Pts | J | G | P | Pp  | Pc  | Diff |  | Résultats (dom.\ext.)  |        |       |        |        |
| ---- | ---------------------- | --- | - | - | - | --- | --- | ---- |  | ---------------------- | ------ | ----- | ------ | ------ |
| 1    | Bakken Bears           | 12  | 6 | 6 | 0 | 485 | 398 | 87   |  | ČEZ Basketball Nymburk |        | 64-66 | 103-81 | 106-45 |
| 2    | ČEZ Basketball Nymburk | 10  | 6 | 4 | 2 | 543 | 375 | 168  |  | Bakken Bears           | 82-79  |       | 72-68  | 96-60  |
| 3    | Tajfun                 | 8   | 6 | 2 | 4 | 440 | 452 | -12  |  | Tajfun                 | 56-70  | 60-79 |        | 82-55  |
| 4    | Hibernia Basketball    | 6   | 6 | 0 | 6 | 345 | 588 | -243 |  | Hibernia Basketball    | 45-121 | 67-90 | 73-93  |        |

- Qualification pour le Last 32
- Éliminé

### Groupe G
| Rang | Équipe                   | Pts | J | G | P | Pp  | Pc  | Diff |  | Résultats (dom.\ext.)    |       |       |       |       |
| ---- | ------------------------ | --- | - | - | - | --- | --- | ---- |  | ------------------------ | ----- | ----- | ----- | ----- |
| 1    | Francfort Skyliners      | 12  | 6 | 6 | 0 | 444 | 385 | 59   |  | Francfort Skyliners      |       | 67-65 | 63-58 | 89-81 |
| 2    | KK Krka Novo Mesto       | 10  | 6 | 4 | 2 | 459 | 423 | 36   |  | KK Krka Novo Mesto       | 72-82 |       | 79-51 | 70-62 |
| 3    | FC Porto                 | 8   | 6 | 2 | 4 | 431 | 426 | 5    |  | Zorg en Zekerheid Leiden | 51-76 | 78-86 |       | 62-70 |
| 4    | Zorg en Zekerheid Leiden | 6   | 6 | 0 | 6 | 351 | 451 | -100 |  | FC Porto                 | 58-67 | 83-87 | 77-51 |       |

- Qualification pour le Last 32
- Éliminé

### Groupe H
| Rang | Équipe                | Pts | J | G | P | Pp  | Pc  | Diff |  | Résultats (dom.\ext.) |       |       |       |       |
| ---- | --------------------- | --- | - | - | - | --- | --- | ---- |  | --------------------- | ----- | ----- | ----- | ----- |
| 1    | Maccabi Rishon LeZion | 10  | 6 | 4 | 2 | 457 | 433 | 24   |  | BC Kalev              |       | 87-91 | 75-78 | 81-92 |
| 2    | Ienisseï Krasnoïarsk  | 10  | 6 | 4 | 2 | 463 | 452 | 11   |  | Ienisseï Krasnoïarsk  | 77-70 |       | 75-68 | 67-74 |
| 3    | Academic Sofia        | 10  | 6 | 4 | 2 | 458 | 465 | -7   |  | Academic Sofia        | 80-78 | 85-81 |       | 70-84 |
| 4    | BC Kalev              | 6   | 6 | 0 | 6 | 457 | 485 | -28  |  | Maccabi Rishon LeZion | 67-66 | 68-72 | 72-77 |       |

- Qualification pour le Last 32
- Éliminé

### Groupe I
| Rang | Équipe             | Pts | J | G | P | Pp  | Pc  | Diff |  | Résultats (dom.\ext.) |       |        |       |       |
| ---- | ------------------ | --- | - | - | - | --- | --- | ---- |  | --------------------- | ----- | ------ | ----- | ----- |
| 1    | BK Ventspils       | 12  | 6 | 6 | 0 | 522 | 446 | 76   |  | Turów Zgorzelec       |       | 76-92  | 86-97 | 90-80 |
| 2    | BC Pieno žvaigždės | 9   | 6 | 3 | 3 | 483 | 495 | -12  |  | BK Ventspils          | 96-73 |        | 67-62 | 86-67 |
| 3    | Turów Zgorzelec    | 8   | 6 | 2 | 4 | 454 | 489 | -35  |  | KK Domžale            | 50-58 | 72-81  |       | 71-80 |
| 4    | KK Domžale         | 7   | 6 | 1 | 5 | 429 | 458 | -29  |  | BC Pieno žvaigždės    | 74-71 | 96-100 | 86-77 |       |

- Qualification pour le Last 32
- Éliminé

### Groupe J
| Rang | Équipe           | Pts | J | G | P | Pp  | Pc  | Diff |  | Résultats (dom.\ext.) |       |        |       |       |
| ---- | ---------------- | --- | - | - | - | --- | --- | ---- |  | --------------------- | ----- | ------ | ----- | ----- |
| 1    | Türk Telekomspor | 12  | 6 | 6 | 0 | 555 | 424 | 131  |  | Türk Telekomspor      |       | 108-66 | 89-72 | 93-71 |
| 2    | Rosa Radom       | 10  | 6 | 4 | 2 | 505 | 445 | 60   |  | KTP Basket            | 72-97 |        | 76-97 | 88-82 |
| 3    | KK Kumanovo      | 7   | 6 | 1 | 5 | 464 | 516 | -52  |  | Rosa Radom            | 68-84 | 95-48  |       | 84-75 |
| 4    | KTP Basket       | 7   | 6 | 1 | 5 | 428 | 567 | -139 |  | KK Kumanovo           | 75-84 | 88-78  | 73-89 |       |

- Qualification pour le Last 32
- Éliminé

### Groupe K
| Rang | Équipe              | Pts | J | G | P | Pp  | Pc  | Diff |  | Résultats (dom.\ext.) |       |       |       |        |
| ---- | ------------------- | --- | - | - | - | --- | --- | ---- |  | --------------------- | ----- | ----- | ----- | ------ |
| 1    | CS Energia Rovinari | 11  | 6 | 5 | 1 | 495 | 448 | 47   |  | CS Energia Rovinari   |       | 89-72 | 87-82 | 87-72  |
| 2    | AEK Larnaca         | 9   | 6 | 3 | 3 | 498 | 462 | 36   |  | BC Astana             | 85-95 |       | 78-74 | 82-78  |
| 3    | BC Astana           | 8   | 6 | 2 | 4 | 458 | 498 | -40  |  | AEK Larnaca           | 71-75 | 87-68 |       | 101-84 |
| 4    | Sigal Prishtina     | 8   | 6 | 2 | 4 | 445 | 488 | -43  |  | Sigal Prishtina       | 66-62 | 75-73 | 70-83 |        |

- Qualification pour le Last 32
- Éliminé

### Groupe L
| Rang | Équipe             | Pts | J | G | P | Pp  | Pc  | Diff |  | Résultats (dom.\ext.) |       |       |       |       |
| ---- | ------------------ | --- | - | - | - | --- | --- | ---- |  | --------------------- | ----- | ----- | ----- | ----- |
| 1    | Khimik Youjne      | 12  | 6 | 6 | 0 | 482 | 396 | 86   |  | Tartu Ülikool/Rock    |       | 61-63 | 92-75 | 81-72 |
| 2    | Tartu Ülikool/Rock | 9   | 6 | 3 | 3 | 417 | 412 | 5    |  | Khimik Youjne         | 81-56 |       | 88-52 | 80-72 |
| 3    | Utenos Juventus    | 9   | 6 | 3 | 3 | 484 | 437 | 47   |  | ETHA Éngomis          | 55-67 | 69-80 |       | 59-94 |
| 4    | ETHA Éngomis       | 6   | 6 | 0 | 6 | 377 | 515 | -138 |  | Utenos Juventus       | 66-60 | 86-90 | 94-67 |       |

- Qualification pour le Last 32
- Éliminé

### Groupe M
| Rang | Équipe                  | Pts | J | G | P | Pp  | Pc  | Diff |  | Résultats (dom.\ext.)   |       |        |       |        |
| ---- | ----------------------- | --- | - | - | - | --- | --- | ---- |  | ----------------------- | ----- | ------ | ----- | ------ |
| 1    | Royal Halı Gaziantep    | 10  | 6 | 4 | 2 | 466 | 396 | 70   |  | Royal Halı Gaziantep    |       | 87-71  | 74-46 | 89-72  |
| 2    | Śląsk Wrocław           | 10  | 6 | 4 | 2 | 448 | 462 | -14  |  | KK Šiauliai             | 72-69 |        | 80-97 | 116-80 |
| 3    | KK Šiauliai             | 9   | 6 | 3 | 3 | 508 | 489 | 19   |  | Śląsk Wrocław           | 73-68 | 71-69  |       | 80-75  |
| 4    | BK AŠK Inter Bratislava | 7   | 6 | 1 | 5 | 470 | 545 | -75  |  | BK AŠK Inter Bratislava | 62-79 | 85-100 | 96-81 |        |

- Qualification pour le Last 32
- Éliminé

### Groupe N
| Rang | Équipe                  | Pts | J | G | P | Pp  | Pc  | Diff |  | Résultats (dom.\ext.)   |       |       |       |       |
| ---- | ----------------------- | --- | - | - | - | --- | --- | ---- |  | ----------------------- | ----- | ----- | ----- | ----- |
| 1    | BC Tsmoki-Minsk         | 11  | 6 | 5 | 1 | 548 | 486 | 62   |  | BC Tsmoki-Minsk         |       | 82-88 | 95-91 | 98-67 |
| 2    | Joensuun Kataja         | 10  | 6 | 4 | 2 | 519 | 486 | 33   |  | Joensuun Kataja         | 84-86 |       | 92-76 | 87-83 |
| 3    | Rilski Sportist Samokov | 8   | 6 | 2 | 4 | 502 | 537 | -35  |  | Rilski Sportist Samokov | 88-97 | 87-83 |       | 83-82 |
| 4    | MBK Rieker Komárno      | 7   | 6 | 1 | 5 | 460 | 520 | -60  |  | MBK Rieker Komárno      | 68-90 | 72-85 | 88-77 |       |

- Qualification pour le Last 32
- Éliminé

### Classement particulier des troisièmes de poules
Les 2 meilleurs troisièmes de la conférence 1 et les deux meilleurs de la conférence 2 se qualifient pour le Last 32.

#### Conférence 1
| Rang | Équipe           | Pts | J | G | P | Pp  | Pc  | Diff |
| ---- | ---------------- | --- | - | - | - | --- | --- | ---- |
| 1    | Södertälje Kings | 9   | 6 | 3 | 3 | 438 | 439 | -1   |
| 2    | Borås Basket     | 9   | 6 | 3 | 3 | 492 | 504 | -12  |
| 3    | Benfica Lisbonne | 8   | 6 | 2 | 4 | 467 | 447 | 20   |
| 4    | FC Porto         | 8   | 6 | 2 | 4 | 431 | 426 | 5    |
| 5    | Tajfun           | 8   | 6 | 2 | 4 | 440 | 452 | -12  |
| 6    | SPM Shoeters     | 8   | 6 | 2 | 4 | 421 | 449 | -28  |
| 7    | Donar Groningen  | 8   | 6 | 2 | 4 | 414 | 477 | -63  |

#### Conférence 2
| Rang | Équipe                  | Pts | J | G | P | Pp  | Pc  | Diff |
| ---- | ----------------------- | --- | - | - | - | --- | --- | ---- |
| 1    | Academic Sofia          | 10  | 6 | 4 | 2 | 458 | 465 | -7   |
| 2    | Utenos Juventus         | 9   | 6 | 3 | 3 | 484 | 437 | 47   |
| 3    | KK Šiauliai             | 9   | 6 | 3 | 3 | 508 | 489 | 19   |
| 4    | Rilski Sportist Samokov | 8   | 6 | 2 | 4 | 502 | 537 | -35  |
| 5    | Turów Zgorzelec         | 8   | 6 | 2 | 4 | 454 | 489 | -35  |
| 6    | BC Astana               | 8   | 6 | 2 | 4 | 458 | 498 | -40  |
| 7    | KK Kumanovo             | 7   | 6 | 1 | 5 | 464 | 516 | -52  |

## Last 32
Chaque groupe de ce Last 32 est composé de quatre clubs, les deux premiers de chaque groupe et les deux meilleurs troisièmes de chaque conférence.
Le Last 32 se déroule du 16 décembre au 3 février 2016.
Les deux premières équipes de chaque groupe continuent au Last 16.

### Groupe O
| Rang | Équipe                  | Pts | J | G | P | Pp  | Pc  | Diff |  | Résultats (dom.\ext.)   |       |       |       |       |
| ---- | ----------------------- | --- | - | - | - | --- | --- | ---- |  | ----------------------- | ----- | ----- | ----- | ----- |
| 1    | ASVEL Lyon-Villeurbanne | 11  | 6 | 5 | 1 | 474 | 407 | 67   |  | ASVEL Lyon-Villeurbanne |       | 88-60 | 81-71 | 95-79 |
| 2    | Maccabi Rishon LeZion   | 9   | 6 | 3 | 3 | 502 | 462 | 40   |  | KK Krka Novo Mesto      | 51-67 |       | 79-76 | 76-70 |
| 3    | KK Krka Novo Mesto      | 8   | 6 | 2 | 4 | 409 | 469 | -60  |  | Maccabi Rishon LeZion   | 82-71 | 79-61 |       | 96-85 |
| 4    | Joensuun Kataja         | 7   | 6 | 1 | 5 | 472 | 519 | -47  |  | Joensuun Kataja         | 64-72 | 89-82 | 85-98 |       |

- Qualification pour le Last 16
- Éliminé

### Groupe P
| Rang | Équipe                 | Pts | J | G | P | Pp  | Pc  | Diff |  | Résultats (dom.\ext.)  |       |       |       |       |
| ---- | ---------------------- | --- | - | - | - | --- | --- | ---- |  | ---------------------- | ----- | ----- | ----- | ----- |
| 1    | BK Ventspils           | 10  | 6 | 4 | 2 | 457 | 448 | 9    |  | Port of Antwerp Giants |       | 81-79 | 80-78 | 94-73 |
| 2    | Port of Antwerp Giants | 10  | 6 | 4 | 2 | 463 | 482 | -19  |  | ČEZ Basketball Nymburk | 84-57 |       | 88-74 | 85-78 |
| 3    | ČEZ Basketball Nymburk | 9   | 6 | 3 | 3 | 467 | 428 | 39   |  | BK Ventspils           | 97-80 | 72-69 |       | 77-69 |
| 4    | Academic Sofia         | 7   | 6 | 1 | 5 | 421 | 458 | -37  |  | Academic Sofia         | 63-71 | 76-62 | 62-69 |       |

- Qualification pour le Last 16
- Éliminé

### Groupe Q
| Rang | Équipe              | Pts | J | G | P | Pp  | Pc  | Diff |  | Résultats (dom.\ext.) |       |        |       |       |
| ---- | ------------------- | --- | - | - | - | --- | --- | ---- |  | --------------------- | ----- | ------ | ----- | ----- |
| 1    | Türk Telekomspor    | 11  | 6 | 5 | 1 | 525 | 419 | 106  |  | BC Telenet Oostende   |       | 77-74  | 78-65 | 94-68 |
| 2    | BC Telenet Oostende | 11  | 6 | 5 | 1 | 489 | 435 | 54   |  | Türk Telekomspor      | 80-68 |        | 96-68 | 92-72 |
| 3    | Borås Basket        | 8   | 6 | 2 | 4 | 478 | 545 | -67  |  | Śląsk Wrocław         | 59-86 | 48-69  |       | 81-86 |
| 4    | Śląsk Wrocław       | 6   | 6 | 0 | 6 | 399 | 492 | -93  |  | Borås Basket          | 86-89 | 86-114 | 80-75 |       |

- Qualification pour le Last 16
- Éliminé

### Groupe R
| Rang | Équipe                  | Pts | J | G | P | Pp  | Pc  | Diff |  | Résultats (dom.\ext.)   |        |       |       |       |
| ---- | ----------------------- | --- | - | - | - | --- | --- | ---- |  | ----------------------- | ------ | ----- | ----- | ----- |
| 1    | Élan sportif chalonnais | 11  | 6 | 5 | 1 | 540 | 493 | 47   |  | Élan sportif chalonnais |        | 89-78 | 98-88 | 76-67 |
| 2    | Ienisseï Krasnoïarsk    | 9   | 6 | 3 | 3 | 534 | 518 | 16   |  | Pallacanestro Cantù     | 103-90 |       | 95-92 | 71-76 |
| 3    | Pallacanestro Cantù     | 9   | 6 | 3 | 3 | 525 | 524 | 1    |  | Ienisseï Krasnoïarsk    | 77-96  | 94-91 |       | 87-68 |
| 4    | Tartu Ülikool/Rock      | 7   | 6 | 1 | 5 | 444 | 508 | -64  |  | Tartu Ülikool/Rock      | 80-91  | 83-87 | 70-96 |       |

- Qualification pour le Last 16
- Éliminé

### Groupe S
| Rang | Équipe              | Pts | J | G | P | Pp  | Pc  | Diff |  | Résultats (dom.\ext.) |       |         |        |       |
| ---- | ------------------- | --- | - | - | - | --- | --- | ---- |  | --------------------- | ----- | ------- | ------ | ----- |
| 1    | CS Energia Rovinari | 9   | 6 | 3 | 3 | 509 | 498 | 11   |  | KK Cibona             |       | 106-113 | 82-84  | 93-88 |
| 2    | KK Cibona           | 9   | 6 | 3 | 3 | 550 | 552 | -2   |  | STB Le Havre          | 92-93 |         | 96-84  | 60-79 |
| 3    | BC Pieno žvaigždės  | 9   | 6 | 3 | 3 | 536 | 539 | -3   |  | BC Pieno žvaigždės    | 90-95 | 82-87   |        | 95-93 |
| 4    | STB Le Havre        | 9   | 6 | 3 | 3 | 516 | 522 | -6   |  | CS Energia Rovinari   | 85-81 | 78-68   | 86-101 |       |

- Qualification pour le Last 16
- Éliminé

### Groupe T
| Rang | Équipe               | Pts | J | G | P | Pp  | Pc  | Diff |  | Résultats (dom.\ext.) |        |       |       |       |
| ---- | -------------------- | --- | - | - | - | --- | --- | ---- |  | --------------------- | ------ | ----- | ----- | ----- |
| 1    | Utenos Juventus      | 10  | 6 | 4 | 2 | 494 | 430 | 64   |  | Belfius Mons-Hainaut  |        | 90-66 | 95-89 | 77-57 |
| 2    | Khimik Youjne        | 10  | 6 | 4 | 2 | 449 | 424 | 25   |  | Bakken Bears          | 82-81  |       | 51-75 | 81-93 |
| 3    | Belfius Mons-Hainaut | 9   | 6 | 3 | 3 | 469 | 461 | 8    |  | Khimik Youjne         | 64-61  | 81-67 |       | 77-76 |
| 4    | Bakken Bears         | 7   | 6 | 1 | 5 | 414 | 511 | -97  |  | Utenos Juventus       | 103-65 | 91-67 | 74-63 |       |

- Qualification pour le Last 16
- Éliminé

### Groupe U
| Rang | Équipe               | Pts | J | G | P | Pp  | Pc  | Diff |  | Résultats (dom.\ext.) |       |       |       |       |
| ---- | -------------------- | --- | - | - | - | --- | --- | ---- |  | --------------------- | ----- | ----- | ----- | ----- |
| 1    | Francfort Skyliners  | 12  | 6 | 6 | 0 | 518 | 409 | 109  |  | Francfort Skyliners   |       | 91-61 | 91-79 | 95-64 |
| 2    | Royal Halı Gaziantep | 9   | 6 | 3 | 3 | 440 | 427 | 13   |  | Rosa Radom            | 58-75 |       | 61-69 | 81-77 |
| 3    | Södertälje Kings     | 8   | 6 | 2 | 4 | 442 | 496 | -54  |  | Royal Halı Gaziantep  | 66-71 | 79-70 |       | 76-56 |
| 4    | Rosa Radom           | 7   | 6 | 1 | 5 | 409 | 477 | -68  |  | Södertälje Kings      | 81-95 | 86-78 | 78-71 |       |

- Qualification pour le Last 16
- Éliminé

### Groupe V
| Rang | Équipe               | Pts | J | G | P | Pp  | Pc  | Diff |  | Résultats (dom.\ext.) |       |       |       |       |
| ---- | -------------------- | --- | - | - | - | --- | --- | ---- |  | --------------------- | ----- | ----- | ----- | ----- |
| 1    | Pallacanestro Varese | 11  | 6 | 5 | 1 | 480 | 436 | 44   |  | Pallacanestro Varese  |       | 85-81 | 74-72 | 94-63 |
| 2    | AEK Larnaca          | 10  | 6 | 4 | 2 | 422 | 416 | 6    |  | UBC Güssing Knights   | 71-77 |       | 68-60 | 88-89 |
| 3    | BC Tsmoki-Minsk      | 8   | 6 | 2 | 4 | 486 | 488 | -2   |  | AEK Larnaca           | 65-61 | 68-59 |       | 73-68 |
| 4    | UBC Güssing Knights  | 7   | 6 | 1 | 5 | 427 | 475 | -48  |  | BC Tsmoki-Minsk       | 84-89 | 96-60 | 86-84 |       |

- Qualification pour le Last 16
- Éliminé

## Phase éliminatoire

### Tableau récapitulatif
* indique l'équipe qui reçoit.
|  | Huitièmes de finale | Huitièmes de finale     | Huitièmes de finale     | Huitièmes de finale  | Huitièmes de finale     |     |                 | Quarts de finale        | Quarts de finale | Quarts de finale | Quarts de finale | Quarts de finale |  |    | Demi-finales         | Demi-finales            | Demi-finales |    |                         | Finale               | Finale | Finale |
|  |                     |                         |                         |                      |                         |     |                 |                         |                  |                  |                  |                  |  |    |                      |                         |              |    |                         |                      |        |        |
|  | O1                  | ASVEL Lyon-Villeurbanne | *67                     | 78                   | -                       |     |                 |                         |                  |                  |                  |                  |  |    |                      |                         |              |    |                         |                      |        |        |
|  | P2                  | Port of Antwerp Giants  | 74                      | *88                  | -                       |     |                 |                         |                  |                  |                  |                  |  |    |                      |                         |              |    |                         |                      |        |        |
|  | P2                  | Port of Antwerp Giants  | 74                      | *88                  | -                       |     | P2              | Port of Antwerp Giants  | 81               | *93              | 93               |                  |  |    |                      |                         |              |    |                         |                      |        |        |
|  |                     |                         |                         |                      |                         |     | P2              | Port of Antwerp Giants  | 81               | *93              | 93               |                  |  |    |                      |                         |              |    |                         |                      |        |        |
|  |                     |                         | V1                      | Pallacanestro Varese | *92                     | 82  | *105            |                         |                  |                  |                  |                  |  |    |                      |                         |              |    |                         |                      |        |        |
|  | V1                  | Pallacanestro Varese    | V1                      | Pallacanestro Varese | *92                     | 82  | *105            | *82                     | 60               | *74              |                  |                  |  |    |                      |                         |              |    |                         |                      |        |        |
|  | V1                  | Pallacanestro Varese    |                         |                      |                         |     |                 | *82                     | 60               | *74              |                  |                  |  |    |                      |                         |              |    |                         |                      |        |        |
|  | U2                  | Royal Halı Gaziantep    | 81                      | *76                  | 71                      |     |                 |                         |                  |                  |                  |                  |  |    |                      |                         |              |    |                         |                      |        |        |
|  | U2                  | Royal Halı Gaziantep    | 81                      | *76                  | 71                      |     |                 |                         |                  |                  |                  |                  |  | V1 | Pallacanestro Varese | 91                      |              |    |                         |                      |        |        |
|  |                     |                         |                         |                      |                         |     |                 |                         |                  |                  |                  |                  |  | V1 | Pallacanestro Varese | 91                      |              |    |                         |                      |        |        |
|  |                     | R1                      | Élan sportif chalonnais | 82                   |                         |     |                 |                         |                  |                  |                  |                  |  |    |                      |                         |              |    |                         |                      |        |        |
|  | R1                  | R1                      | Élan sportif chalonnais | 82                   | Élan sportif chalonnais | *84 | 80              | *104                    |                  |                  |                  |                  |  |    |                      |                         |              |    |                         |                      |        |        |
|  | R1                  |                         |                         |                      | Élan sportif chalonnais | *84 | 80              | *104                    |                  |                  |                  |                  |  |    |                      |                         |              |    |                         |                      |        |        |
|  | Q2                  | BC Telenet Oostende     | 71                      | *91                  | 91                      |     |                 |                         |                  |                  |                  |                  |  |    |                      |                         |              |    |                         |                      |        |        |
|  | Q2                  | BC Telenet Oostende     | 71                      | *91                  | 91                      |     | R1              | Élan sportif chalonnais | *115             | 83               | -                |                  |  |    |                      |                         |              |    |                         |                      |        |        |
|  |                     |                         |                         |                      |                         |     | R1              | Élan sportif chalonnais | *115             | 83               | -                |                  |  |    |                      |                         |              |    |                         |                      |        |        |
|  |                     |                         | T2                      | Khimik Youjne        | 94                      | *79 | -               |                         |                  |                  |                  |                  |  |    |                      |                         |              |    |                         |                      |        |        |
|  | S1                  | CS Energia Rovinari     | T2                      | Khimik Youjne        | 94                      | *79 | -               | *77                     | 60               | *77              |                  |                  |  |    |                      |                         |              |    |                         |                      |        |        |
|  | S1                  | CS Energia Rovinari     |                         |                      |                         |     |                 | *77                     | 60               | *77              |                  |                  |  |    |                      |                         |              |    |                         |                      |        |        |
|  | T2                  | Khimik Youjne           | 71                      | *71                  | 84                      |     |                 |                         |                  |                  |                  |                  |  |    |                      |                         |              |    |                         |                      |        |        |
|  | T2                  | Khimik Youjne           | 71                      | *71                  | 84                      |     |                 |                         |                  |                  |                  |                  |  |    |                      |                         |              |    | V1                      | Pallacanestro Varese | 62     |        |
|  |                     |                         |                         |                      |                         |     |                 |                         |                  |                  |                  |                  |  |    |                      |                         |              |    | V1                      | Pallacanestro Varese | 62     |        |
|  |                     | U1                      | Francfort Skyliners     | 66                   |                         |     |                 |                         |                  |                  |                  |                  |  |    |                      |                         |              |    |                         |                      |        |        |
|  | P1                  | U1                      | Francfort Skyliners     | 66                   | BK Ventspils            | *73 | 85              | -                       |                  |                  |                  |                  |  |    |                      |                         |              |    |                         |                      |        |        |
|  | P1                  |                         |                         |                      | BK Ventspils            | *73 | 85              | -                       |                  |                  |                  |                  |  |    |                      |                         |              |    |                         |                      |        |        |
|  | O2                  | Maccabi Rishon LeZion   | 75                      | *93                  | -                       |     |                 |                         |                  |                  |                  |                  |  |    |                      |                         |              |    |                         |                      |        |        |
|  | O2                  | Maccabi Rishon LeZion   | 75                      | *93                  | -                       |     | O2              | Maccabi Rishon LeZion   | 57               | *88              | 75               |                  |  |    |                      |                         |              |    |                         |                      |        |        |
|  |                     |                         |                         |                      |                         |     | O2              | Maccabi Rishon LeZion   | 57               | *88              | 75               |                  |  |    |                      |                         |              |    |                         |                      |        |        |
|  |                     |                         | U1                      | Francfort Skyliners  | *92                     | 84  | *91             |                         |                  |                  |                  |                  |  |    |                      |                         |              |    |                         |                      |        |        |
|  | U1                  | Francfort Skyliners     | U1                      | Francfort Skyliners  | *92                     | 84  | *91             | *83                     | 56               | -                |                  |                  |  |    |                      |                         |              |    |                         |                      |        |        |
|  | U1                  | Francfort Skyliners     |                         |                      |                         |     |                 | *83                     | 56               | -                |                  |                  |  |    |                      |                         |              |    |                         |                      |        |        |
|  | V2                  | AEK Larnaca             | 60                      | *44                  | -                       |     |                 |                         |                  |                  |                  |                  |  |    |                      |                         |              |    |                         |                      |        |        |
|  | V2                  | AEK Larnaca             | 60                      | *44                  | -                       |     |                 |                         |                  |                  |                  |                  |  | U1 | Francfort Skyliners  | 59                      |              |    |                         |                      |        |        |
|  |                     |                         |                         |                      |                         |     |                 |                         |                  |                  |                  |                  |  | U1 | Francfort Skyliners  | 59                      |              |    |                         |                      |        |        |
|  |                     | R2                      | BK Ienisseï Krasnoïarsk | 56                   |                         |     | Troisième place | Troisième place         | Troisième place  |                  |                  |                  |  |    |                      |                         |              |    |                         |                      |        |        |
|  | Q1                  | R2                      | BK Ienisseï Krasnoïarsk | 56                   | Türk Telekomspor        | *95 | Troisième place | Troisième place         | Troisième place  | 68               | -                |                  |  |    |                      |                         |              |    |                         |                      |        |        |
|  | Q1                  |                         |                         |                      | Türk Telekomspor        | *95 |                 |                         |                  | 68               | -                |                  |  |    |                      |                         |              |    |                         |                      |        |        |
|  | R2                  | BK Ienisseï Krasnoïarsk | 96                      | *75                  | -                       |     |                 |                         |                  |                  |                  |                  |  |    |                      |                         |              |    |                         |                      |        |        |
|  | R2                  | BK Ienisseï Krasnoïarsk | 96                      | *75                  | -                       |     | R2              | BK Ienisseï Krasnoïarsk | *94              | 69               | *82              |                  |  |    |                      |                         |              | R1 | Élan sportif chalonnais | 103                  |        |        |
|  |                     |                         |                         |                      |                         |     | R2              | BK Ienisseï Krasnoïarsk | *94              | 69               | *82              |                  |  |    |                      |                         |              | R1 | Élan sportif chalonnais | 103                  |        |        |
|  |                     |                         | S2                      | KK Cibona Zagreb     | 92                      | *77 | 78              |                         |                  |                  |                  |                  |  |    | R2                   | BK Ienisseï Krasnoïarsk | 72           |    |                         |                      |        |        |
|  | T1                  | Utenos Juventus         | S2                      | KK Cibona Zagreb     | 92                      | *77 | 78              | *78                     | 84               | -                |                  |                  |  |    | R2                   | BK Ienisseï Krasnoïarsk | 72           |    |                         |                      |        |        |
|  | T1                  | Utenos Juventus         |                         |                      |                         |     |                 | *78                     | 84               | -                |                  |                  |  |    |                      |                         |              |    |                         |                      |        |        |
|  | S2                  | KK Cibona Zagreb        | 83                      | *87                  | -                       |     |                 |                         |                  |                  |                  |                  |  |    |                      |                         |              |    |                         |                      |        |        |

### Last 16 Playoffs
* indique l'équipe qui reçoit.
| Équipe n°1              | Série | Équipe n°2              | Aller    | Retour   | Appui     |
| ----------------------- | ----- | ----------------------- | -------- | -------- | --------- |
| ASVEL Lyon-Villeurbanne | 0 - 2 | Port of Antwerp Giants  | *67 - 74 | 78 - *88 |           |
| Pallacanestro Varese    | 2 - 1 | Royal Halı Gaziantep    | *82 - 81 | 60 - *76 | *74 - 71  |
| Élan sportif chalonnais | 2 - 1 | BC Telenet Oostende     | *84 - 71 | 80 - *91 | *104 - 91 |
| CS Energia Rovinari     | 1 - 2 | Khimik Youjne           | *77 - 71 | 60 - *71 | *77 - 84  |
| BK Ventspils            | 0 - 2 | Maccabi Rishon LeZion   | *73 - 75 | 85 - *93 |           |
| Francfort Skyliners     | 2 - 0 | AEK Larnaca             | *83 - 60 | 56 - *44 |           |
| Türk Telekomspor        | 0 - 2 | BK Ienisseï Krasnoïarsk | *95 - 96 | 68 - *75 |           |
| Utenos Juventus         | 0 - 2 | KK Cibona Zagreb        | *78 - 83 | 84 - *87 |           |

### Quarts de finale
Les quarts de finale se déroulent sous la forme d'une série au meilleur des trois matches. Les quatre premiers de la phase précédente disputent le premier match à domicile puis se déplacent chez leur adversaire lors de la deuxième rencontre. Si nécessaire, une manche décisive se dispute chez la première équipe. Les matches des trois derniers quarts de finale ont eu lieu les 16 et 23 mars 2016, ainsi que le 31 mars pour les matches d'appui. Les rencontres du premier quart de finale, entre Antwerp et Varese, ont lieu respectivement les 24 et 29 mars, éventuellement le 6 avril pour le match d'appui.
| Équipe n°1              | Série | Équipe n°2           | Aller     | Retour   | Appui     |
| ----------------------- | ----- | -------------------- | --------- | -------- | --------- |
| Port of Antwerp Giants  | 1 - 2 | Pallacanestro Varese | 81 - *92  | *93 - 82 | 93 - *105 |
| Élan sportif chalonnais | 2 - 0 | Khimik Youjne        | *115 - 94 | 83 - *79 |           |
| Maccabi Rishon LeZion   | 1 - 2 | Francfort Skyliners  | 57 - *92  | *88 - 84 | 75 - *91  |
| BK Ienisseï Krasnoïarsk | 2 - 1 | KK Cibona Zagreb     | *94 - 92  | 69 - *77 | *82 - 78  |

* indique l'équipe qui reçoit.

### Final Four
Il a lieu à Chalon-sur-Saône, en France, les 29 avril et 1er mai 2016.

#### Demi-finales
| 29 avril 2016 18h30 |                                                            | Pallacanestro Varese     | 91–82                                               | Élan sportif chalonnais |  | Le Colisée, Chalon-sur-Saône | Ma Chaine Sport |
| 29 avril 2016 18h30 | Score par quart-temps : 31-25, 17-28, 22-11, 21-18         |                          |                                                     |                         |  | Le Colisée, Chalon-sur-Saône | Ma Chaine Sport |
| 29 avril 2016 18h30 | Score par mi-temps : 48-53, 43-29                          |                          |                                                     |                         |  | Le Colisée, Chalon-sur-Saône | Ma Chaine Sport |
| 29 avril 2016 18h30 | Davies, Wayns, Kuksiks, 17 Maalik Wayns, 6 Chris Wright, 9 | Points Rebonds Passes d. | Jeremy Hazell, 19 Devin Booker, 13 John Roberson, 5 |                         |  | Le Colisée, Chalon-sur-Saône | Ma Chaine Sport |

| 29 avril 2016 21h00 |                                                              | Francfort Skyliners      | 59–56                                           | BK Ienisseï Krasnoïarsk |  | Le Colisée, Chalon-sur-Saône | Ma Chaine Sport |
| 29 avril 2016 21h00 | Score par quart-temps : 10-12, 20-17, 9-16, 20-11            |                          |                                                 |                         |  | Le Colisée, Chalon-sur-Saône | Ma Chaine Sport |
| 29 avril 2016 21h00 | Score par mi-temps : 30-29, 29-27                            |                          |                                                 |                         |  | Le Colisée, Chalon-sur-Saône | Ma Chaine Sport |
| 29 avril 2016 21h00 | Johannes Voigtmann, 16 Danilo Barthel, 10 Jordan Theodore, 7 | Points Rebonds Passes d. | Pavel Sergeev, 13 James, Kennedy, 10 Kennedy, 5 |                         |  | Le Colisée, Chalon-sur-Saône | Ma Chaine Sport |

#### Match pour la3eplace
| 1er mai 2016 EDT |                                                                      | Élan sportif chalonnais  | 103–72                                             | BK Ienisseï Krasnoïarsk |  | Le Colisée, Chalon-sur-Saône |
| 1er mai 2016 EDT | Score par quart-temps : 27-21, 32-15, 25-11, 19-25                   |                          |                                                    |                         |  | Le Colisée, Chalon-sur-Saône |
| 1er mai 2016 EDT | Score par mi-temps : 59-36, 44-36                                    |                          |                                                    |                         |  | Le Colisée, Chalon-sur-Saône |
| 1er mai 2016 EDT | Ilian Evtimov, 19 Evtimov, Booker, 8 Kalinoski, Lessort, Roberson, 5 | Points Rebonds Passes d. | Tony Taylor, 18 Artem Yakovenko, 8 Delroy James, 3 |                         |  | Le Colisée, Chalon-sur-Saône |

#### Finale
| 1er mai 2016 20h30 |                                                         | Pallacanestro Varese     | 62–66                                                       | Francfort Skyliners |  | Le Colisée, Chalon-sur-Saône |
| 1er mai 2016 20h30 | Score par quart-temps : 16-15, 15-10, 16-13, 15-28      |                          |                                                             |                     |  | Le Colisée, Chalon-sur-Saône |
| 1er mai 2016 20h30 | Score par mi-temps : 31-25, 31-41                       |                          |                                                             |                     |  | Le Colisée, Chalon-sur-Saône |
| 1er mai 2016 20h30 | Chris Wright, 19 Brandon Davies, 7 Daniele Cavaliero, 4 | Points Rebonds Passes d. | Quantez Robertson, 15 Mike Morrison, 8 Quantez Robertson, 4 |                     |  | Le Colisée, Chalon-sur-Saône |